# A Croodék – A fény kora epizódjainak listája
Ez a lap a Croodék – A fény kora című sorozat epizódjainak listáját tartalmazza.

## Epizódok

### 1. évad
| #   | #   | Eredeti cím                 | Magyar cím                   | Rendező                              | Író            | Eredeti premier    | Magyar premier |
| --- | --- | --------------------------- | ---------------------------- | ------------------------------------ | -------------- | ------------------ | -------------- |
| 1.  | 1.  | A Gran Day Out              | Húzós nap                    | Chuckles Austen és Erik Wiese        | Brendan Hay    | 2015. december 24. | 2017. ?        |
| 2.  | 2.  | School of Hard Rocks        | A Teszt                      | Chong Lee                            | Caitlin Meares | 2015. december 24. | 2017. ?        |
| 3.  | 3.  | Wet Hot Ahhh! Valley Summer | Forró Nap nap a völgyben     | Stephanie Arnett és Chong Lee        | Caitlin Meares | 2015. december 24. | 2017. ?        |
| 3.  | 3.  | Grug Vs. The Moon           | Grug a Hold ellen            | Alex Almaguer és Joshua Taback       | Dan Milano     | 2015. december 24. | 2017. ?        |
| 4.  | 4.  | This Mean Warts             | Szomszéd háború              | Alex Almaguer                        | Matthew Beans  | 2015. december 24. | 2017. ?        |
| 5.  | 5.  | The First Picture Show      | Az Első Mese Vetítés         | Alex Almaguer                        | Matthew Beans  | 2015. december 24. | 2017. ?        |
| 6.  | 6.  | Caved & Confused            | Barlangbuli                  | Alex Almaguer és Stephanie Arnett    | Tom Sheppard   | 2015. december 24. | 2017. ?        |
| 7.  | 7.  | The Eep-Over                | Pizsiparti                   | Stephanie Arnett és Chong Lee        | Caitlin Meares | 2015. december 24. | 2017. ?        |
| 7.  | 7.  | Thunkytown                  | Dungi-bungi                  | Alex Almaguer                        | Laura Beck     | 2015. december 24. | 2017. ?        |
| 8.  | 8.  | Mom Genes                   | Anyai ösztön                 | Stephanie Arnett és Chong Lee        | Dan Milano     | 2015. december 24. | 2017. ?        |
| 9.  | 9.  | Garden of Eaten             | Az édes kert                 | Chong Lee                            | Kyle Mack      | 2015. december 24. | 2017. ?        |
| 10. | 10. | Night of the Living Croods  | Az élőhalottak nappala       | Joshua Taback                        | Matthew Beans  | 2015. december 24. | 2017. ?        |
| 10. | 10. | A Spoonful of Soo-Gar       | Cukor túladagolás            | Chong Lee                            | Laura Beck     | 2015. december 24. | 2017. ?        |
| 11. | 11. | Friday Night Liyotes        | A tojás dobás meccs          | Brian Hatfield                       | Caitlin Meares | 2015. december 24. | 2017. ?        |
| 12. | 12. | The Crood Who Knew Too Much | A Crood aki túl sokat tudott | Alex Almaguer                        | Eric Acosta    | 2015. december 24. | 2017. ?        |
| 12. | 12. | Scent of a Thunk            |                              | Brian Hatfield és Chong Lee          | Dave Polsky    | 2015. december 24. | 2017. ?        |
| 13. | 13. | Unsolved MysterEep          | A megoldatlan rejtély        | Steve Evangelatos és Deborah Winslow | Matthew Beans  | 2015. december 24. | 2017. ?        |

### 2. évad
| #   | #   | Eredeti cím                | Magyar cím                     | Rendező                                    | Író                                                     | Eredeti premier     | Magyar premier |
| --- | --- | -------------------------- | ------------------------------ | ------------------------------------------ | ------------------------------------------------------- | ------------------- | -------------- |
| 14. | 14. | Gran the Unfriendly Ghost  | Nyany, a barátságtalan szellem | Brian Hatfield és Chong Lee                | Caitlin Meares                                          | 2016. augusztus 26. | 2017. ?        |
| 14. | 14. | Bad Sandy                  | Rosszcsont Sandy               | Alex Almaguer                              | Mike Yank                                               | 2016. augusztus 26. | 2017. ?        |
| 15. | 15. | It Crushes                 | Szerelmi átok                  | Alex Almaguer                              | Matthew Beans                                           | 2016. augusztus 26. | 2017. ?        |
| 15. | 15. | Rebel Without a Paws       |                                | Crystal Chesney-Thompson                   | Rachel Vine                                             | 2016. augusztus 26. | 2017. ?        |
| 16. | 16. | Grug vs. Math              | Grug és a matek                | Alex Almaguer                              | Matthew Beans, Caitlin Mearesés Mike Yank               | 2016. augusztus 26. | 2017. ?        |
| 16. | 16. | Footloss                   |                                | Crystal Chesney-Thompson                   | Brendan Hay                                             | 2016. augusztus 26. | 2017. ?        |
| 17. | 17. | The Good Surprise          | A meglepetés                   | Brian Hatfield                             | Matthew Beans                                           | 2016. augusztus 26. | 2017. ?        |
| 17. | 17. | Night Mare on Eep Street   |                                | Crystal Chesney-Thompson                   | Brendan Hay                                             | 2016. augusztus 26. | 2017. ?        |
| 18. | 18. | What Screams May Come      | A sikoltó csapat               | Crystal Chesney-Thompson                   | Mike Yank                                               | 2016. augusztus 26. | 2017. ?        |
| 18. | 18. | Grunt Anything             |                                | Brian Hatfield                             | Nate Federman                                           | 2016. augusztus 26. | 2017. ?        |
| 19. | 19. | There Will Be Eggs         | Tojásmizéria                   | Alex Almaguer                              | Mike Yank                                               | 2016. augusztus 26. | 2017. ?        |
| 19. | 19. | I Think Were Alone Meow    |                                | Brian Hatfield                             | Caitlin Meares                                          | 2016. augusztus 26. | 2017. ?        |
| 20. | 20. | FrEepy Friday              | Szerepcsere                    | Alex Almaguer és Crystal Chesney-Thompson  | Rachel Vine                                             | 2016. augusztus 26. | 2017. ?        |
| 21. | 21. | Grug vs. Gurg              | Grug vs Grug                   | Brian Hatfield                             | Laura Beck                                              | 2016. augusztus 26. | 2017. ?        |
| 21. | 21. | Unfair Fair                |                                | Alex Almaguer                              | Matthew Beans                                           | 2016. augusztus 26. | 2017. ?        |
| 22. | 22. | Baby Face Off              | A babaarcú sátán               | Crystal Chesney-Thompson                   | Jason Reich                                             | 2016. augusztus 26. | 2017. ?        |
| 22. | 22. | The Pursuit of Wrinkliness |                                | Brian Hatfield                             | Caitlin Meares                                          | 2016. augusztus 26. | 2017. ?        |
| 23. | 23. | Croodtopia                 |                                | Brian Hatfield és Chong Lee                | Caitlin Meares                                          | 2016. augusztus 26. | 2017. ?        |
| 23. | 23. | Hands on a Hard Egg        | Kié a tojás?                   | Crystal Chesney-Thompson                   | Matthew Beans                                           | 2016. augusztus 26. | 2017. ?        |
| 24. | 24. | Disaster of Puppets        | Koponya-komédia                | Alex Almaguer                              | Nate Federman                                           | 2016. augusztus 26. | 2017. ?        |
| 24. | 24. | Love Will Eep Us Together  |                                | Crystal Chesney-Thompson                   | Matthew Beans                                           | 2016. augusztus 26. | 2017. ?        |
| 25. | 25. | The Tide is Nigh           | Közel a dagály                 | Alex Almaguer                              | Caitlin Meares                                          | 2016. augusztus 26. | 2017. ?        |
| 25. | 25. | Rain Grain                 |                                | Alex Almaguer                              | Jason Reich                                             | 2016. augusztus 26. | 2017. ?        |
| 26. | 26. | Dawn of the Broods         | Broodék hajnala                | Crystal Chesney-Thompson és Brian Hatfield | Matthew Beans, Brendan Hay, Caitlin Meares és Mike Yank | 2016. augusztus 26. | 2017. ?        |

### 3. évad
| #   | #   | Eredeti cím                              | Magyar cím                   | Rendező | Eredeti premier | Magyar premier   |
| --- | --- | ---------------------------------------- | ---------------------------- | ------- | --------------- | ---------------- |
| 27. | 1.  | It Takes Ahhh! Valley Part 1 & 2         | Ááá! Völgy elfoglalása.      |         | 2017.           | 2018. május 5.   |
| 28. | 2.  | Deus Ex Monkhuahua / Slak Attack         | Deus Ex majomkutya.          |         | 2017.           | 2018. május 6.   |
| 29. | 3.  | Gorgey Girl / A Gran Adventure           | Gorgey lány.                 |         | 2017.           | 2018. május 12.  |
| 30. | 4.  | 127 Owwws / 28 Fleas Later               | 127 kín.                     |         | 2017.           | 2018. május 13.  |
| 31. | 5.  | To Squawk with Love / Lerk Was The Night | Cudáknak szeretettel.        |         | 2017.           | 2018. május 19.  |
| 32. | 6.  | The Flawed Couple / Go-Sip Girl          | Hibás páros.                 |         | 2017.           | 2018. május 20.  |
| 33. | 7.  | Munk History / Happy Howl Day            | Munk történelem.             |         | 2017.           | 2018. május 26.  |
| 34. | 8.  | Snooty and the Beasts Part 1 & 2         | Snoot és a szörnyek 1. és 2. |         | 2017.           | 2018. május 27.  |
| 35. | 9.  | Zero Dark Thunky / Pie vs. Pie           | Dung, a hős szerelmes.       |         | 2017.           | 2018. június 2.  |
| 36. | 10. | Super Smash Siblings / A Hole in Grug    | Ahhh! Zúzócska.              |         | 2017.           | 2018. június 3.  |
| 37. | 11. | Bait with Destiny / Sappy Together       | Született csali.             |         | 2017.           | 2018. június 9.  |
| 38. | 12. | Scare Tactics / DisturbiAHHH!            | Para taktika.                |         | 2017.           | 2018. június 10. |
| 39. | 13. | Thunk O' Clock High / The Croo-gitive    | Dung harcba száll.           |         | 2017.           | 2018. június 16. |

### 4. évad
| #   | #   | Eredeti cím                                                          | Magyar cím               | Rendező                  | Eredeti premier | Magyar premier     |
| --- | --- | -------------------------------------------------------------------- | ------------------------ | ------------------------ | --------------- | ------------------ |
| 40. | 1.  | A Few Good Grugs                                                     |                          |                          | 2017. július 7. | 2018. június 17.   |
| 40. | 1.  | Valley Shine Day                                                     |                          |                          | 2017. július 7. | 2018. június 17.   |
| 41. | 2.  | Chalk the Line                                                       |                          |                          | 2017. július 7. | 2018. június 18.   |
| 41. | 2.  | Weighing Is the Hardest Part                                         |                          |                          | 2017. július 7. | 2018. június 18.   |
| 42. | 3.  | Wrestlebabia: The Musical                                            |                          |                          | 2017. július 7. | 2018. június 19.   |
| 42. | 3.  | Flowers for Munk                                                     |                          |                          | 2017. július 7. | 2018. június 19.   |
| 43. | 4.  | They Might Be Sky Giants                                             |                          |                          | 2017. július 7. | 2018. június 20.   |
| 43. | 4.  | The Grugest Story Ever Told                                          |                          |                          | 2017. július 7. | 2018. június 20.   |
| 44. | 5.  | Worms of Endearment                                                  |                          |                          | 2017. július 7. | 2018. június 21.   |
| 44. | 5.  | Dr. StrangeGrug or How I Learned to Stop Worrying and Love the Spear |                          |                          | 2017. július 7. | 2018. június 21.   |
| 45. | 6.  | Tunnel of Terror                                                     |                          |                          | 2017. július 7. | 2018. június 22.   |
| 45. | 6.  | Creature from the Crood Lagoon                                       |                          |                          | 2017. július 7. | 2018. június 22.   |
| 46. | 7.  | Voice Fail Part 1 & 2                                                |                          |                          | 2017. július 7. | 2018. július 31.   |
| 47. | 8.  | Punch-Thunk Love                                                     |                          |                          | 2017. július 7. | 2018. augusztus 1. |
| 47. | 8.  | Nay Boors                                                            |                          |                          | 2017. július 7. | 2018. augusztus 1. |
| 48. | 9.  | Caverns and Creepers                                                 |                          |                          | 2017. július 7. | 2018. június 26.   |
| 48. | 9.  | Red Teacher                                                          |                          |                          | 2017. július 7. | 2018. június 26.   |
| 49. | 10. | Grug's First Chance                                                  |                          |                          | 2017. július 7. | 2019. február 13.  |
| 49. | 10. | Furry Road                                                           |                          |                          | 2017. július 7. | 2019. február 13.  |
| 50. | 11. | My Big Fat Gran Wedding                                              | A nagy kövér Nyany lagzi | Crystal Chesney-Thompson | 2017. július 7. | 2018. június 29.   |
| 50. | 11. | The Strutting Edge                                                   | Rémség verseny           | Allan Jacobsen           | 2017. július 7. | 2018. június 29.   |
| 51. | 12. | Can't Hardly Bait                                                    | Egy korszak vége         | Alex Almaguer            | 2017. július 7. | 2018. július 2.    |
| 51. | 12. | Crood Detente                                                        | Crood enyhülés           | Seung Cha                | 2017. július 7. | 2018. július 2.    |
| 52. | 13. | This Is an End Part 1 & 2                                            | Itt a vége               |                          | 2017. július 7. | 2018. augusztus 8. |